# Toro Rosso STR2

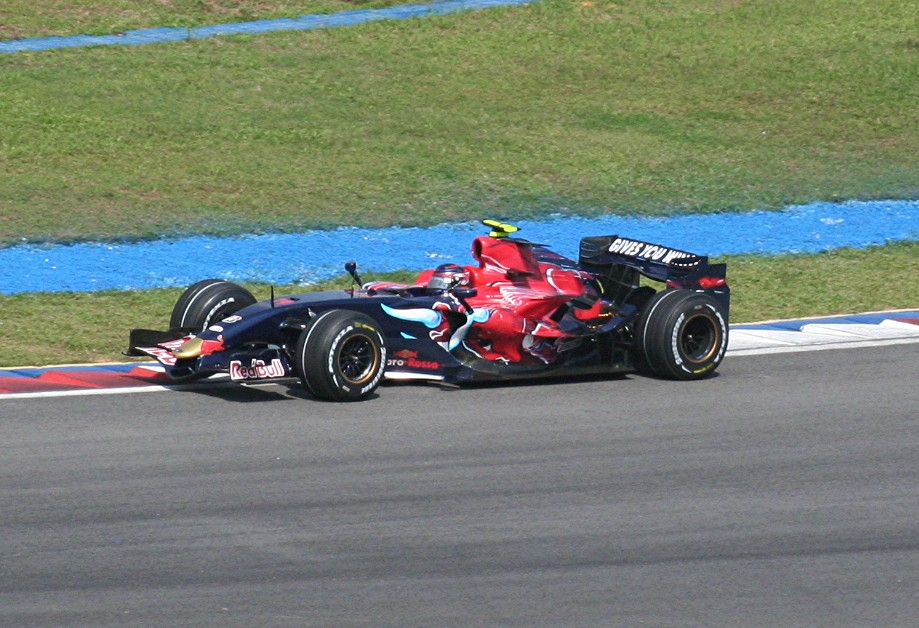
Scott Speed im STR2 beim Großen Preis von Malaysia 2007

Der Toro Rosso STR2 war ein Formel-1-Rennwagen, den die Scuderia Toro Rosso 2007 in der Formel-1-Weltmeisterschaft einsetzte.

## Entwicklungsgeschichte und Technik
Der STR2 war der zweite Rennwagen der unter der Bezeichnung Toro Rosso nach der Übernahme von Minardi durch die Red Bull GmbH von Dietrich Mateschitz bei Formel-1-Rennen zum Einsatz kam. Der STR2 basierte weitestgehend auf dem Chassis des Red Bull RB3, den Red Bull Racing, der zweite Rennstall von Mateschitz in der Formel-1-Weltmeisterschaft, auch für die Saison 2007 gemeldet hatte.
Die gesamte Saison 2007 über stand der STR2 unter der Kritik von Frank Williams, dem Eigentümer von Williams F1, und Colin Kolles, dem Teamchef von Spyker F1. Beide argumentierten, das der STR2 gegen das Reglement verstoße, das aus ihrer Sicht jedem Team die Entwicklung eines eigenen Chassis vorschrieb. Trotz der anhaltenden Vorwürfe bestritt Toro Rosso mit dem STR2 alle Weltmeisterschaftsläufe des Jahres.
Entwickelt wurden sowohl der RB3 wie der STR2 von Adrian Newey. Nachdem Red Bull den Motorlieferanten gewechselt hatte und nunmehr auf Rennmotoren von Renault vertraute, übernahm Toro Rosso den bestehenden Liefervertrag mit Ferrari. Im STR2 kamen daher die 2,4-Liter-V8-Motorn des Typs 056 zum Einsatz. Gefahren wurde der STR2 zu Beginn des Jahres von Italiener Vitantonio Liuzzi und dem US-Amerikaner Scott Speed. Nach dem Großen Preis von Europa kam es zu einem Streit zwischen Speed und Toro-Rosso-Teamchef Franz Tost. Laut Speed habe Tost ihm die Faust in den Rücken gerammt und gegen eine Wand gestoßen. Nach diesem Vorfall wurde Scott Speed ab dem Großen Preis von Ungarn durch Sebastian Vettel ersetzt.

## Renngeschichte
Das Renndebüt hatte der STR2 im März 2007 beim Großen Preis von Australien. Während Liuzzi mit einem Rückstand von einer Runde auf Kimi Räikkönen im Ferrari F2007 den 14. Rang belegte, schied Speed nach 28 Runden wegen Reifenschadens aus.
Bald stellte sich heraus, dass der STR2 die Erwartungen der Teamleitung nicht erfüllen konnte. Während man beim RB3 Fortschritte machte, trat man Toro Rosso über die gesamte Saison fast auf der Stelle. Ein einziges Mal kam man in die Punkteränge, als Vettel beim Großen Preis von China den vierten Platz belegte, Liuzzi wurde in diesem Rennen Sechster.
In der Konstrukteurswertung platzierte sich das Team mit diesen acht Punkten an der siebten Stelle der Endwertung. 2008 wurde der Wagen zuerst durch den 2B und dann im Laufe des Jahres durch den STR3 ersetzt.

## Ergebnisse
| Fahrer    | Nr.  | 1   | 2  | 3   | 4   | 5   | 6   | 7   | 8   | 9   | 10  | 11  | 12 | 13 | 14  | 15  | 16 | 17  | Punkte | Rang |
| --------- | ---- | --- | -- | --- | --- | --- | --- | --- | --- | --- | --- | --- | -- | -- | --- | --- | -- | --- | ------ | ---- |
| 2007      | 2007 |     |    |     |     |     |     |     |     |     |     |     |    |    |     |     |    |     | 8      | 7.   |
| V. Liuzzi | 18   | 14  | 17 | DNF | DNF | DNF | DNF | 17* | DNF | 16* | DNF | DNF | 15 | 17 | 12  | 9   | 6  | 13  | 8      | 7.   |
| S. Speed  | 19   | DNF | 14 | DNF | DNF | 9   | DNF | 13  | DNF | DNF | DNF |     |    |    |     |     |    |     | 8      | 7.   |
| S. Vettel | 19   |     |    |     |     |     |     |     |     |     |     | 16  | 19 | 18 | DNF | DNF | 4  | DNF | 8      | 7.   |

| Legende  | Legende            | Legende                                                          |
| Farbe    | Abkürzung          | Bedeutung                                                        |
| -------- | ------------------ | ---------------------------------------------------------------- |
| Gold     | –                  | Sieg                                                             |
| Silber   | –                  | 2. Platz                                                         |
| Bronze   | –                  | 3. Platz                                                         |
| Grün     | –                  | Platzierung in den Punkten                                       |
| Blau     | –                  | Klassifiziert außerhalb der Punkteränge                          |
| Violett  | DNF                | Rennen nicht beendet (did not finish)                            |
| Violett  | NC                 | nicht klassifiziert (not classified)                             |
| Rot      | DNQ                | nicht qualifiziert (did not qualify)                             |
| Rot      | DNPQ               | in Vorqualifikation gescheitert (did not pre-qualify)            |
| Schwarz  | DSQ                | disqualifiziert (disqualified)                                   |
| Weiß     | DNS                | nicht am Start (did not start)                                   |
| Weiß     | WD                 | zurückgezogen (withdrawn)                                        |
| Hellblau | PO                 | nur am Training teilgenommen (practiced only)                    |
| Hellblau | TD                 | Freitags-Testfahrer (test driver)                                |
| ohne     | DNP                | nicht am Training teilgenommen (did not practice)                |
| ohne     | INJ                | verletzt oder krank (injured)                                    |
| ohne     | EX                 | ausgeschlossen (excluded)                                        |
| ohne     | DNA                | nicht erschienen (did not arrive)                                |
| ohne     | C                  | Rennen abgesagt (cancelled)                                      |
| ohne     | keine WM-Teilnahme |                                                                  |
| sonstige | P/fett             | Pole-Position                                                    |
| sonstige | 1/2/3/4/5/6/7/8    | Punktplatzierung im Sprint-/Qualifikationsrennen                 |
| sonstige | SR/kursiv          | Schnellste Rennrunde                                             |
| sonstige | *                  | nicht im Ziel, aufgrund der zurückgelegten Distanz aber gewertet |
| sonstige | ()                 | Streichresultate                                                 |
| sonstige | unterstrichen      | Führender in der Gesamtwertung                                   |